# Draba aureola
Draba aureola är en korsblommig växtart som beskrevs av Sereno Watson. Draba aureola ingår i släktet drabor, och familjen korsblommiga växter. Inga underarter finns listade i Catalogue of Life.